# Encyclia chironii
Encyclia chironii là một loài thực vật có hoa trong họ Lan. Loài này được V.P.Castro & J.B.F.Silva mô tả khoa học đầu tiên năm 2004.